# 球磨カントリー倶楽部
球磨カントリー倶楽部（くまカントリーくらぶ）は、熊本県球磨郡錦町に広がるゴルフ場である。

## 概要
球磨カントリー倶楽部は、新たなゴルフ場建設に向け、「株式会社球磨カントリー倶楽部」がゴルフ場経営に乗り出したことに始まる。コース設計は鈴木正一が、工事は三井建設株式会社（現・三井住友建設株式会社）が行い、1973年（昭和48年）4月29日、27ホール規模のゴルフ場が開場された。ゴルフ場は、コース全体的にゆるやかなアンジュレーションがあり、距離が長くフェアウエイが広いので思い切って振っていける丘陵コースである。また、日本のプロゴルフメジャー大会の1つ、日本プロゴルフ協会主催競技でもあり、日本選手権大会に相当する、日本プロゴルフ選手権大会などの開催実績がある。

## 所在地
〒868-0301 熊本県球磨郡錦町大字木上1番地

## コース情報
- 開場日 - 1973年4月29日
- 設計者 - 鈴木 正一・海老原 寿人
- 面積 - 1,100,000m2（約33.2万坪）
- コースタイプ - 丘陵コース
- コース - 27ホールズ、パー108、10,030ヤード、コースレート 薩摩･日向コース74.0、日向･肥後コース73.1、肥後･薩摩コース72.9
- グリーン - 1グリーン、ベント（ペンクロス）
- フェアウエイ - ベント
- ラフ - ノシバ
- ハザード - バンカー108、池が絡むホール12
- プレースタイル - 乗用カート(5人乗り)、自走式、キャディ・セルフ選択可
- 練習場 - 無し
- 休場日 - 12月31日、1月1日[3][4]

## クラブ情報
- ハウス面積 - 3,650m2（1,104坪）
- ハウス設計 - 三井建設株式会社（現・三井住友建設株式会社）
- ハウス施工 - 三井建設株式会社[3][4]

## ギャラリー
- コース - 「球磨カントリー倶楽部」、コース紹介
- ハウス - 「球磨カントリー倶楽部」、レストラン

## 交通アクセス
- 鉄道 - 肥薩線（JR九州）・くま川鉄道 - 人吉駅よりタクシー利用 約20分
- 道路 - 九州自動車道 - 人吉ICより 12km[5]

## メジャー選手権
- 1976年（昭和51年） - 第44回 日本プロゴルフ選手権大会開催[6]

## 関連文献
- 『ゴルフ場ガイド 東版』2006-2007、「球磨カントリー倶楽部（熊本県）」、東京 ゴルフダイジェスト社、2006年5月、2020年9月日閲覧
- 『ゴルフ場セミナーGOURMET RESTAURANT(179)』、「常に流行を意識し食の楽しみや情報を発信 球磨カントリー倶楽部」、右田明宣・田浦圭一郎著、東京 ゴルフダイジェスト社、2013年12月、2020年9月日閲覧